# Nathalie Santer
Nathalie Santer (San Candido, 28 maart 1972) is een voormalig biatlete uit Italië. 

## Levensloop
Ze vertegenwoordigde haar vaderland op de Olympische Winterspelen 1992 in Albertville, de Olympische Winterspelen 1994 in Lillehammer, de Olympische Winterspelen 1998 in Nagano, de Olympische Winterspelen 2002 in Salt Lake City en de Olympische Winterspelen 2006 in Turijn. Vanaf het seizoen 2006/2007 kwam Santer uit voor België.
Santer is getrouwd geweest met biatleet Ole Einar Bjørndalen (2006-2012) en is de oudere zus van biatlete Saskia Santer en langlaufster Stephanie Santer.

## Resultaten

### Olympische Winterspelen
| Jaar | Plaats         | Onderdeel   | Onderdeel | Onderdeel     | Onderdeel  | Onderdeel | Onderdeel |
| Jaar | Plaats         | Individueel | Sprint    | Achtervolging | Massastart | Estafette |           |
| ---- | -------------- | ----------- | --------- | ------------- | ---------- | --------- | --------- |
| 1992 | Albertville    | 8e          | 16e       |               |            | 13e       |           |
| 1994 | Lillehammer    | 25e         | 6e        | –             |            |           |           |
| 1998 | Nagano         | 18e         | 10e       | –             |            |           |           |
| 2002 | Salt Lake City | DNF         | 40e       | DNS           | 11e        |           |           |
| 2006 | Turijn         | 52e         | 26e       | 38e           | –          | 12e       |           |

### Wereldkampioenschappen
| 1995 | Antholz           | 34e                                     | 7e                                      |                                         |                                         | 17e                                     |     |
| 1996 | Ruhpolding        | 4e                                      | 15e                                     | 15e                                     |                                         |                                         |     |
| 1997 | Brezno-Osrblie    | 19e                                     | 18e                                     | 29e                                     | 17e                                     |                                         |     |
| 1998 | Pokljuka          |                                         |                                         | 26e                                     |                                         |                                         |     |
| 1999 | Kontiolahti       | 54e                                     | 29e                                     | 39e                                     | –                                       | –                                       |     |
| 2000 | Oslo Holmenkollen | 30e                                     | 33e                                     | 28e                                     | DNF                                     | –                                       |     |
| 2001 | Pokljuka          | 8e                                      | 22e                                     | 21e                                     | 20e                                     | 8e                                      |     |
| 2002 | Oslo Holmenkollen | Niet gehouden vanwege Olympische Spelen | Niet gehouden vanwege Olympische Spelen | Niet gehouden vanwege Olympische Spelen | –                                       |                                         |     |
| 2003 | Chanty-Mansiejsk  | 30e                                     | 46e                                     | 35e                                     | –                                       | 12e                                     |     |
| 2004 | Oberhof           | 28e                                     | 10e                                     | 53e                                     | 27e                                     | 12e                                     |     |
| 2005 | Hochfilzen        | 58e                                     | 63e                                     | –                                       | –                                       | 13e                                     | –   |
| 2006 | Pokljuka          | Niet gehouden vanwege Olympische Spelen | Niet gehouden vanwege Olympische Spelen | Niet gehouden vanwege Olympische Spelen | Niet gehouden vanwege Olympische Spelen | Niet gehouden vanwege Olympische Spelen | DNS |
| 2007 | Antholz           | 81e                                     | 57e                                     | 50e                                     | –                                       | –                                       | 21e |
| 2008 | Östersund         | 66e                                     | 64e                                     | –                                       | –                                       | –                                       | –   |

### Wereldbeker
Eindklasseringen
| Seizoen   | Algemeen | Individueel | Sprint | Achtervolging | Massastart |
| --------- | -------- | ----------- | ------ | ------------- | ---------- |
| 1991/1992 | 32e      |             |        |               |            |
| 1992/1993 | 4e       |             |        |               |            |
| 1993/1994 | Zilver   |             |        |               |            |
| 1994/1995 | 16e      |             |        |               |            |
| 1995/1996 | 6e       |             |        |               |            |
| 1996/1997 | 25e      | 21e         | 29e    | 27e           |            |
| 1997/1998 | 19e      | 21e         | 17e    | 29e           |            |
| 1998/1999 | 40e      | –           | 41e    | 38e           | 28e        |
| 1999/2000 | 12e      | –           | –      | –             | –          |
| 2000/2001 | 15e      | 18e         | 8e     | 26e           | 23e        |
| 2001/2002 | 29e      | 23e         | 33e    | 34e           | 14e        |
| 2002/2003 | 52e      | 51e         | 40e    | –             | –          |
| 2003/2004 | 50e      | 49e         | 47e    | –             | 35e        |
| 2004/2005 | 78e      | –           | 74e    | 62e           | –          |
| 2005/2006 | 78e      | –           | 68e    | –             | –          |
| 2006/2007 | 58e      | –           | 47e    | 64e           | –          |
| 2007/2008 | –        | –           | –      | –             | –          |